# Armand Plourde
 (août 2022).
Armand Plourde, né le 16 septembre 1934 à Saint-Quentin au Nouveau-Brunswick et mort le 10 avril 2007, est un prêtre et homme politique canadien. Il est le candidat du Parti acadien qui a remporté le plus de voix pendant la courte histoire de ce parti politique du Nouveau-Brunswick.
Pendant ces élections il a gagné 34,82 % des votes dans la circonscription de Restigouche-Ouest.

## Biographie
En 1956, il a reçu son baccalauréat en Art et un de Sciences sociales de l'Université Saint-Louis. En 1960, il a reçu un baccalauréat en théologie de l'Université de Rimouski. Le 11 juin 1960, il fut ordonné prêtre au Madawaska pour le diocèse d'Edmundston.
En 1978, il a été élu comme leader du Parti acadien. Ce parti politique avait comme but de créer une province acadienne dans le Nord du Nouveau-Brunswick. Il a gagné le plus de succès et il a donné de la crédibilité au parti. C'est notamment grâce à lui que le Parti acadien s'est fait connaître.
Après la dissolution du Parti acadien, il a travaillé dans plusieurs activités sociales au Nouveau-Brunswick :
- Animateur pour Jeunesse étudiante catholique (JEC),
- animateur des conseils étudiants du secondaire,
- engagement avec les travailleurs pour l'union syndical à Sainte-Anne-de-Madawaska,
- membre du conseil scolaire du District scolaire no 1,
- membre du conseil d'administration de l'Hôtel Dieu de Saint-Joseph à Saint-Quentin,
- conseiller municipal et pro-maire pour le village de Kedgwick,
- animateur à la télévision communautaire de Kedgwick et nommé personnalité de l'année à Kedgwick en 1991.

Le Révérend Armand Plourde, atteint de la maladie de Parkinson, est décédé le 10 avril 2007.